# عثمان سیری
عثمان سیری (انگلیسی: Ousmane Siry؛ زادهٔ ۳۰ مهٔ ۱۹۹۱) بازیکن فوتبال اهل بورکینافاسو است.
وی همچنین در تیم ملی فوتبال بورکینافاسو بازی کرده است.